# David Rodríguez Ramos
David Rodríguez Ramos (Sta. Cruz de Tenerife, 26 de junio del 2000) es un futbolista español que juega como lateral derecho o central en el Antequera CF de la Primera Federación.

## Trayectoria
Tinerfeño, tras pasar por todas las categorías inferiores del CD Tenerife desde Infantil y convertirse en un destacado en el Tenerife "C", debuta con el equipo B el 20 de octubre de 2019 al partir como titular en una victoria por 1-0 frente a la UD Villa de Santa Brígida en la extinta Tercera División.
Logra debutar con el primer equipo el 10 de octubre de 2021 al entrar como sustituto de Álex Bermejo en la primera parte de una victoria por 2-1 frente a la SD Amorebieta en Segunda División.

## Clubes
| Club                  | País   | Año           |
| --------------------- | ------ | ------------- |
| CD Tenerife "C"       | España | 2019-2020     |
| CD Tenerife "B"       | España | 2019-act.     |
| CD Tenerife           | España | 2021-act.     |
| Antequera CF (cedido) | España | 2023-presente |